# 森林公園高地 (印第安納州)
森林公園高地（英語：Forest Park Heights）是位於美國印地安納州門羅縣的一個非建制地區。該地的面積和人口皆未知。